# Ingrid Stampa
Pour les articles homonymes, voir Stampa (homonymie) et Janssen.
Ingrid Stampa, née Ingrid Janßen le 23 février 1950, est une violiste et musicologue allemande. Elle est surtout connue pour avoir été l'une des principales collaboratrices et la gouvernante du cardinal Ratzinger, devenu le pape Benoît XVI en 2005.

## Biographie
À l'âge de 18 ans, elle commence la viole de gambe au conservatoire de musique de Bâle (Suisse).
Considérée comme l'une des collaboratrices les plus proches du pape (qu'elle connaît depuis plus de vingt ans), et comme l'une des seules femmes de pouvoir au Vatican (elle est surnommée « la papesse »), elle est impliquée courant 2012 dans l'affaire dite des Vatileaks, où elle est auditionnée par la justice vaticane.